# جولیت ماتینیان
جولیت آوتیکی ماتینیان (ارمنی: Ջուլիետ Ավետիքի Մատինյան؛  زاده ۱ ژانویهٔ ۱۹۴۱ – درگذشته ۲۰۰۰) یک نثرنویس، بازیگر و کارگردان اهل ارمنستان بود. وی بین سال‌های - تا - میلادی فعالیت می‌کرد.

## زندگی‌نامه
وی در ۱ ژانویه ۱۹۴۱ در مارگاهوویت به دنیا آمد و در سال ۱۹۶۱ از انستیتو دولتی هنری و نمایشی ایروان فارغ‌التحصیل گشت.  وی در ۲۰۰۰ در سن ۵۹ سالگی درگذشت.

## یادداشت
1. ↑  Աշոտ Հայկազյան
2. ↑  Երազիկ Հայկազյան